# 狱神星
狱神星（75 Eurydike）是第75颗被人类发现的小行星，于1862年9月22日发现。狱神星的直径为55.7千米，质量为1.8×1017千克，公转周期为1596.687天。
獄神星以希臘神話的寧芙歐律狄刻命名。